# Priscila Perales
Silvia Priscila Perales Elizondo (Monterrey, 24 febbraio 1983) è una modella messicana incoronata Miss International 2007.

## Biografia
Prima della sua partecipazione al concorso di bellezza Nuestra Belleza México 2005, la Perales aveva studiato scienze delle comunicazioni presso l'università di Monterrey, lavorando contemporaneamente come modella. Nel 2004 partecipa ad un concorso di bellezza regionale arrivando al secondo posto. L'anno seguente ci riprova ed ottiene la vittoria, guadagnandosi il diritto di rappresentare il proprio paese a Nuestra Belleza Mexico 2005, tenuto il 2 settembre 2005 nello stato di Aguascalientes. La Perales vincerà il concorso e si trasferirà a Città del Messico per iniziare le preparazioni per i successivi concorsi internazionali.
Nel 2006 rappresenta il Messico a Miss Universo e si piazza nelle prime dieci classificate. Nel 2007 la Perales partecipa a Miss International, tenuto a Tokyo. La sera del 15 ottobre 2007, Priscilla Perales viene incoronata Miss International, diventando la prima donna messicana a vincere il titolo.
Nel 2011 è nel cast di Eva Luna.
Nel 2013 è nel cast di Corazón valiente e di Pasión prohibida.
Nel 2014 è nel cast di Reina de corazones.